# Sakarias Koller Løland
Sakarias Koller Løland (Bergen, 20 settembre 2001) è un ciclista su strada norvegese che corre per l'Uno-X Mobility.

## Palmarès

### Strada
- 2019 (Juniores, due vittorie)

1ª tappa Saarland Trofeo (Asswiller > Erfweiler-Ehlingen)
Campionati norvegesi, Prova in linea Junior
- 2022 (Uno-X Dare Development Team, una vittoria)

Ringerike Grand Prix
- 2023 (Uno-X Dare Development Team, due vittorie)

1ª tappa Okolo Jižních Čech (Třeboň > Milevsko)
Parigi-Tours Espoirs
- 2025 (Uno-X Mobility, una vittoria)

Ringerike Grand Prix

#### Altri successi
- 2023 (Uno-X Dare Development Team)

Classifica a punti Okolo Jižních Čech

## Piazzamenti

### Classiche monumento
- Liegi-Bastogne-Liegi

2025: 67º

### Competizioni mondiali
- Campionati del mondo

Yorkshire 2019 - In linea Junior: 31º
Glasgow 2023 - In linea Under-23: ritirato

### Competizioni europee
- Campionati europei

Alkmaar 2019 - In linea Junior: 15º